# Wasserwerk Witten
Das Wasserwerk Witten ist ein Wasserwerk an der Ruhr in Witten. Es befindet sich an der Herbeder Straße 141. Es wird von den Wasserwerken Westfalen betrieben.
Das Wasserwerk stammt aus dem Jahr 1886. Seit 1904 arbeitet es mit dem  Verfahren der Grundwasseranreicherung, indem Flusswasser entnommen, vorgereinigt, und durch eine Filtersandschicht in Versickerungsbecken dem Grundwasserleiter zugeführt wird. Es arbeitet mit dem ersten Grundwasserstock, bestehend aus dem Porengrundwasserleiter der Niederterrasse (Ruhrschotter) und den Talsedimenten des Muttenbachs. Dem Werk stehen 57 Hektar Fläche beidseitig der Ruhr als Wassergewinnungsgelände zur Verfügung. Es versorgt in Teilen Bochum, Castrop-Rauxel, Dortmund und Herne mit Trinkwasser. Es hat eine Kapazität von bis zu 100.000 m³ Wasser pro Tag und 25 Mio. m³ pro Jahr. Bis zum Herbst 2017 wurde das Aufbereitungsverfahren ergänzt nach dem Schwerter Verfahren mit Ozonung, Flockung, Mehrschichtfiltration, Adsorption an Korn-Aktivkohle, Physikalischer Entsäuerung mit eingeblasener Luft und UV-Desinfektion.